# Ai-Aras
Ai-Aras (Aiaras) ist eine osttimoresische Aldeia im Suco Soileco (Verwaltungsamt Bobonaro, Gemeinde Bobonaro). 2015 lebten in der Aldeia 741 Menschen.

## Geographie

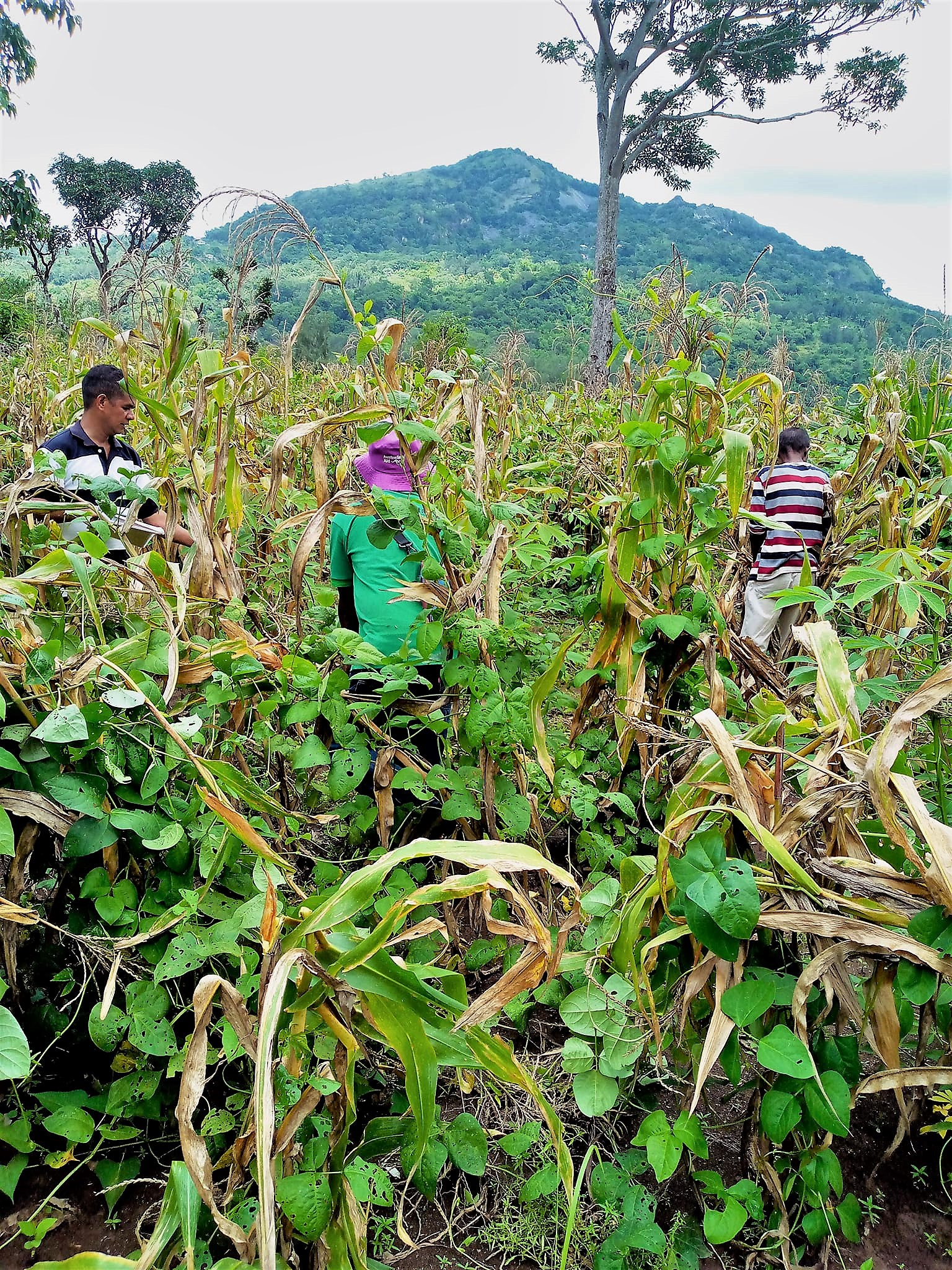
In Ai-Aras bei Nakareman

Ai-Aras bildet den Süden des Sucos Soileco. Nördlich liegt die Aldeia Soileco. Im Westen grenzt Ai-Aras an den Suco Atu-Aben, im Südwesten an den Suco Malilait, im Süden an den Suco Lourba, im Osten an den Suco Maliubu und im Nordosten an den Suco Obulo. Der Fluss Marobo und sein Zufluss, der Bulobu, bilden die Grenze zu Soileco und Obulo. Der Babalai, der ebenfalls in den Marobo mündet, folgt der Grenze zu Maliubu.
Ortschaften in der Aldeia sind Atuela und Dilareman, das als Hauptort der Aldeia auch als „Ai-Aras“ bezeichnet wird. In Dilareman befinden sich eine Grundschule, eine Kapelle und an der Straße zu Atuela steht eine Sendeanlage der Timor Telecom.

## Politik
2023 wurde Beatriz dos Santos zur Chefe de Aldeia gewählt.